# Katharine Richardson
Sarah Katharine „Katy“ Richardson (* 24. April 1854 in Edlington in Yorkshire in England; † 20. August 1927 in Oullins in Frankreich), (Alternativname Kathleen Richardson), war eine britische Bergsteigerin. Bei zahlreichen Erstbesteigungen in den Alpen war sie dabei. Des Weiteren unternahm sie häufig Klettertouren zusammen mit ihrer engen Freundin Mary Paillon.

## Biografie

### Kindheit und Jugend
Richardson kam in Edlington in der Grafschaft Yorkshire, als zweite von fünf Töchtern von Rev. George Richardson und Isabel Nussey zur Welt. Sie war sechzehn Jahre alt, als sie in den Alpen zum ersten Mal Bergsteigern begegnete. Selber zu klettern begann sie bereits mit siebzehn, 1871, wo sie in der Schweiz, in den Bernina-Alpen auf dem Piz Languard und dem Piz Corvatsch ihre ersten Erfahrungen sammelte.

### Laufbahn
Bekannt wurde sie erst 1879, war sie doch der erste Mensch, der den Piz Palü (3900 m ü. M.) in den Ostalpen, ebenfalls zur Berninagruppe gehörig, bestieg. 1882, in nur 8 Tagen, bezwang sie das Zinalrothorn, das Weisshorn, das Matterhorn und den Monte Rosa. Unterstützt von Pierre Gaspard und Jean-Baptiste Bich, erreichte sie als erste Frau den Gipfel der La Meije, was der Herausgeber des britischen Alpine Journal damals als das „herausragendste Ereignis“ des Jahres in dieser Bergsteigersaison hervorhob (thought to be „the most noteworthy“ event of the climbing season). Im selben Jahr bestieg Richardson als erste die Aiguille de Bionnassay, schaffte es als erste, von Bionnassay zum Dôme du Goûter zu gelangen, und ebenso stand sie als erste auf der Aiguille des Grands Charmoz.
1888 bestieg sie auf einer neuen Route über die Ostseite der Aiguille de Bionnassay, zusammen mit Jean-Baptiste Bich und dem Bergführer Émile Rey den Mont Blanc. Wiederum zusammen mit dem Bergführer Émile Rey und in Begleitung von Jean-Baptiste Bich gelang es ihr 1889, vom Petit Dru die Grand Dru zu überschreiten, wobei zur Unterstützung der Seilschaft zwei Bergführer auf dem Grand Dru positioniert worden waren. Beim Besteigen der La Meije begegnete Richardson Mary Paillon, die darauf bald ihre enge Freundin und liebste Kletterpartnerin wurde. Zusammen überquerten die beiden Frauen im Winter 1890 die Belledonne, ein rund 60 km langes Gebirge in den Westalpen. Im darauffolgenden Jahr bestiegen sie als erste Frauen die Aiguilles d’Arves. 1893 bestiegen die beiden Frauen, unterstützt vom Bergführer Émile Rey, den Ostgipfel der La Meije. Anlässlich des unerwarteten Todes von Rey im Jahr 1895 bezeugte sie mit einem Grabkranz an der Beisetzung ihre Verbundenheit mit den Trauernden. 1897 machten Richardson und Paillon ihre letzte große gemeinsame Bergtour und bezwangen den Mont Pelvoux; einer der dortigen Berggipfel erhielt später, zu Ehren von Katharine Richardson, den Namen „Richardson-Spitze“.
Richardson war bekannt wegen ihres atemberaubenden Tempos am Berg und ihrer Muskelkraft; sie erzielte zahlreiche Rekorde in Sachen Schnelligkeit und Ausdauer, womit sie gemäß Ronald Clarks Aufzeichnungen „viele Männer im Bergklettern übertraf“ („discomfited many male climbers“). Einer ihrer Bergführer hielt dazu fest, dass sie auf ihren Touren „weder schlafe noch esse, und so schnell wie der Teufel unterwegs sei.“ Sie soll auf allen ihren Expeditionen Röcke getragen haben, wohingegen ihre Partnerin Mary Paillon jeweils Hosen zu tragen pflegte.

### Lebensabend und Lebensende
Richardson und Paillon zogen sich nach 1897 aus dem Bergsport zurück, da Paillons Sehstärke fortlaufend nachgelassen hatte und Richardson nicht ohne ihre langjährige Gefährtin allein auf Bergtouren gehen wollte. Am Ende ihrer Laufbahn konnte Richardson auf 176 Besteigungen über elf Klettersaisons hinweg („climbing saisons“) zurückblicken, wobei es sich bei 116 Touren um Besteigungen von bedeutenden Berggipfeln handelte („Major climbs“). Bei deren sechs handelt es sich um Erstbesteigungen und bei weiteren vierzehn zusätzlich um die Erstbesteigung des Berges durch eine Frau überhaupt. Sie war im Club Alpin Français und im Ladies’ Alpine Club (LAC) Mitglied. Zweimal lehnte sie es ab, im LAC das Präsidentinnenamt wahrzunehmen (1912 und 1919). Dies, weil sie in ihren späteren Lebensjahren eine Leidenschaft für das Malen von Bildern bzw. Aquarellen mit Wasserfarben entwickelt hatte, dem sie fortan viel Zeit widmete. Ihre Aquarelle und Zeichnungen wurden in der Familie, die die Hinterlassenschaft antrat und weiter vererbte, weitergegeben.
Richardson starb 1927 im Alter von 73 Jahren an ihrem Wohnort in Oullins im Haus der Familie Paillon in Frankreich. In ihrem Nachruf auf sie hielt Paillon fest, dass Richardson für sie „beinahe wie eine Schwester“ gewesen sei („almost a sister to me“). Mary Paillon hatte 1927 eine private Pflegekraft zur Betreuung der Freundin eingestellt. Die Entschädigung für die Arbeit dieser privaten Pflegerin, A.-M. V., (zuerst für K. Richardson, später auch für die sie um 19 Jahre überlebende Paillon) übernahm die Familie Richardson in England mittels regelmäßiger Überweisungen nach Frankreich, bis diese kriegsbedingt nicht mehr erfolgen konnten.